# Bodysurfing

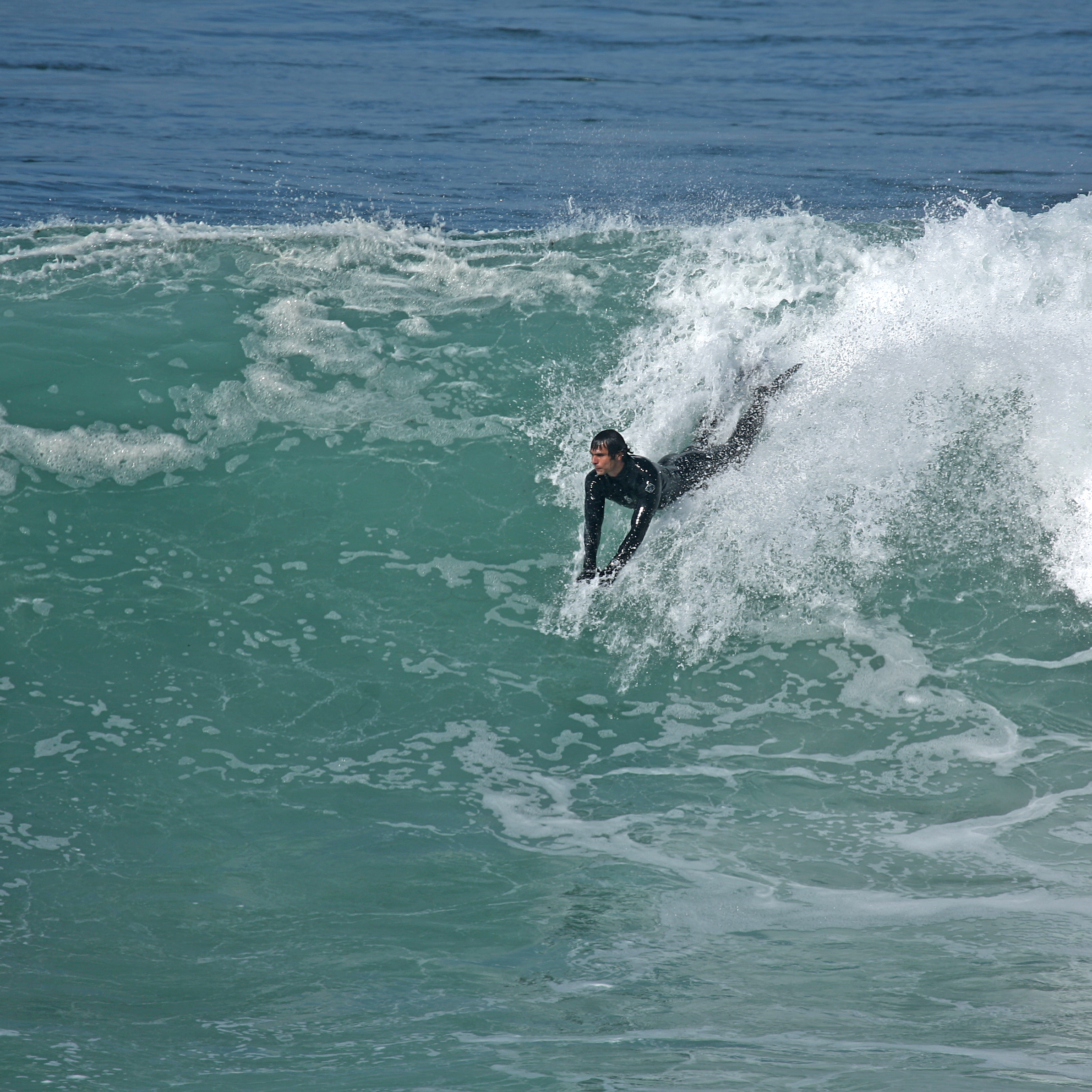
Bodysurfing in San Diego im Januar 2008

Beim Bodysurfing handelt es sich um eine Unterart des klassischen Surfens. Bodysurfing ist vor allem dadurch charakterisiert, dass der Surfer die Welle ohne Auftriebskörper lediglich mit seinem Körper reitet.
Deutlich mehr Popularität als in Europa hat Bodysurfing in den USA erlangt. So findet jährlich der Pipeline Bodysurfing Classic Contest auf Hawaii statt.